# Dopuszczenie do obrotu
Dopuszczenie do obrotu – procedura nadająca towarowi niekrajowemu status celny towaru krajowego. Ma zastosowanie w przypadku przywozu towarów niewspólnotowych na obszar celny Unii Europejskiej. Objęcie tą procedurą nadaje towarowi niewspólnotowemu status celny towaru wspólnotowego. Procedura ta wymaga spełnienia wszystkich formalności, a zwłaszcza uiszczenia opłat prawnie należnych, w szczególności należności celnych przywozowych. Dopiero po spełnieniu tych warunków można swobodnie dysponować towarem na danym obszarze celnym.